# Vavřinec (Morávia do Sul)
Vavřinec é uma comuna checa localizada na região de Morávia do Sul, distrito de Blansko.